# 나이지리아의 총리
나이지리아의 총리는 나이지리아의 정치적 공직이었다. 총리는 1960년부터 1966년까지 나이지리아의 대통령이 이 역할을 맡고 있을 때까지 나이지리아의 정부 수반직은 나이지리아의 대통령으로 대체되었다.

## 역사
1960년 10월 1일 영국으로부터 독립했을 때, 나이지리아는 원래 엘리자베스 2세 여왕을 국가원수로 하는 의회 입헌군주제를 가지고 있었다.
하지만 1963년에 나이지리아는 영연방 왕국의 지위를 끝내고 공화국이 되었다. 국가원수는 대통령이었고, 총리는 정부수반을 역임했다. 1966년, 총리직이 폐지되었고 (아부바카르 타파와 발레와가 암살됨에 따라), 그 이후로 나이지리아는 대통령을 국가원수와 정부수반으로 하는 대통령제 공화국이 되었다.